# NGC 3737
NGC 3737 is een lensvormig sterrenstelsel in het sterrenbeeld Grote Beer. Het hemelobject werd op 14 april 1789 ontdekt door de Duits-Britse astronoom William Herschel. Het ligt in de buurt van NGC 3737A.

## In de kom van deGrote steelpan
De stelsels NGC 3737 en NGC 3737A bevinden zich, vanaf de aarde gezien, in het zuidwestelijk gedeelte van de rechthoek gevormd door de sterren Dubhe, Merak, Phad, en Megrez, die de kom van het gemakkelijk herkenbare asterisme Grote steelpan (Big dipper) vormen. Tevens bevinden beide stelsels zich in het zuidoostelijk gedeelte van het driehoekig asterisme Big Dipper's Sunken Crouton (het gezonken broodkorstje).

## Synoniemen
- UGC 6563
- MCG 9-19-128
- ZWG 268.58
- PGC 35840